# École élémentaire du roi Pierre à Belgrade
L'école élémentaire du roi Pierre (en serbe cyrillique : Основна школа Краљ Петар I ; en serbe latin : Osnovna škola Kralj Petar I) est située à Belgrade, la capitale de la Serbie, dans la municipalité urbaine de Stari grad. En raison de son importance architecturale, cet édifice, construit en 1905 et 1906, figure sur la liste des monuments culturels protégés de la république de Serbie et sur la liste des biens culturels de la ville de Belgrade.

## Présentation
L'école élémentaire du roi Pierre est située 7 rue Kralja Petra.
Au début du XXe siècle, une nouvelle école fut construite sur le site de l'ancienne école élémentaire de Varoš Kapija ; elle fut nommée École élémentaire près de la Cathédrale. Elle était, à l'époque, l'école élémentaire la plus moderne de Serbie. Elle était située dans la principale rue commerçante de la ville, près de la cathédrale Saint-Michel, près du patriarcat de Serbie et près de la résidence de la princesse Ljubica.
L'école a été construite en 1905 et 1906, d'après les plans de Jelisaveta Načić, la première architecte de Serbie. Ce bâtiment est considéré comme son œuvre maîtresse en raison de ses qualités fonctionnelles et esthétiques. Elle a été conçue comme un bâtiment d'angle d'un étage possédant trois façades sur rue. La façade principale est dominée par une entrée monumentale en avancée, avec des ouvertures voûtées dominées par un attique avec une balustrade. L'ensemble est caractéristique du style académique.